# Want
Want es el segundo álbum de estudio de la banda de colorado de música hip-hop/electrónica 3OH!3. Es su primer álbum grabado con la discográfica Photo Finish Records. El álbum fue producido por Matt Squire, ganador de varios premios.

## Lista decanciones
1. "Tapp" - 1:02
2. "Punkbitch" - 3:51
3. "Don't Trust Me" - 3:13
4. "Chokechain" - 3:31
5. "I'm Not Your Boyfriend Baby" - 3:45
6. "I Can't Do It Alone" - 3:01
7. "Starstrukk" - 3:04
8. "Richman" - 3:20
9. "Photofinnish" - 3:56
10. "Still Around" - 3:08
11. "Holler Til You Pass Out" - 4:10
12. "Colorado Sunrise" - 3:23

## Bonus Track
1. "Starstrukk(con Katy Perry)" - 3:06

## Sencillos
- Don't trust me
- Starstrukk

## Posicionamiento
| Listas (2008–2009)                   | Posición |
| ------------------------------------ | -------- |
| U.S. Billboard 200                   | 44       |
| U.S. Billboard Top Electronic Albums | 2        |
| U.S. Billboard Comprehensive Albums  | 44       |
| U.S. Billboard Top Digital Albums    | 13       |